# Engelbert Üllenberg
Engelbert Üllenberg (* 1706 in Elberfeld (heute Stadtteil von Wuppertal); † 12. September 1775 ebenda) war Bürgermeister von Elberfeld.
Üllenberg wurde als Sohn des Kaufmanns und Ratsabgeordneten Johann Gottfried Üllenberg (1663–1749) und dessen Frau Katharina Wichelhausen (1666–1715) geboren und am 28. Juli 1706 getauft. Sein Urgroßvater Gottfried Üllenberg (um 1585–1663) war 1640 Bürgermeister von Elberfeld gewesen.
Üllenberg selbst heiratete am 27. Mai 1734 Maria Katharina Langerfeldt (1712–1741), mit der er vier Kinder hatte, von denen aber zwei im Kindesalter starben. Nach ihrem Tod heiratete er am 18. Juli 1742 Kornelia Mühlenkamp (1710–1746), mit der er wiederum drei Kinder hatte, von denen nur eins das Erwachsenenalter erreichte. Nach dem Tod der zweiten Frau heiratete er am 15. März 1747 noch ein drittes Mal, diesmal Amalia Knevels (1709–1774), mit der er nochmal zwei Kinder hatte.
Üllenberg begann wie sein Vater als Kaufmann in Elberfeld, als der er 1737, 1741 und 1743 Gemeinsmann wurde. Im Jahr 1942 wurde er Ratsabgeordneter und 1744 Bürgermeister der Stadt Elberfeld. Im Jahr darauf wurde er Stadtrichter und in den Folgejahren mehrmals wieder Ratsmitglied. Diese Position hatte er 1747, 1752, 1754, 1756, 1761 und 1762 inne. Im Jahr 1766 wurde er nochmal zum Bürgermeister gewählt und war somit 1767 nochmal Stadtrichter. Danach war er von 1768 bis 1775 durchgängig Ratsmitglied.